# 长英质
"长英质"（felsic）在地质学中是指主要由轻的元素如硅, 氧, 铝, 钠, 钾组成的硅酸盐矿物, 岩浆, 与岩石。其颜色较浅，比重小于3. 最常见的长英质岩石是花岗岩,此外還有富钠的斜长岩， 礦物則有石英, 白云母, 正长石、富钠的长石等. 与长英质相对立的是铁镁质（或称基性）的矿物、岩石、岩浆。
酸性岩(acid rock), 往往是长英质的同义概念，指二氧化硅含量高 (大于63%的质量是SiO2) 火山岩, 如流纹岩. 与酸性岩相对是基性岩(basic rock)。

## 长英质岩石的分类

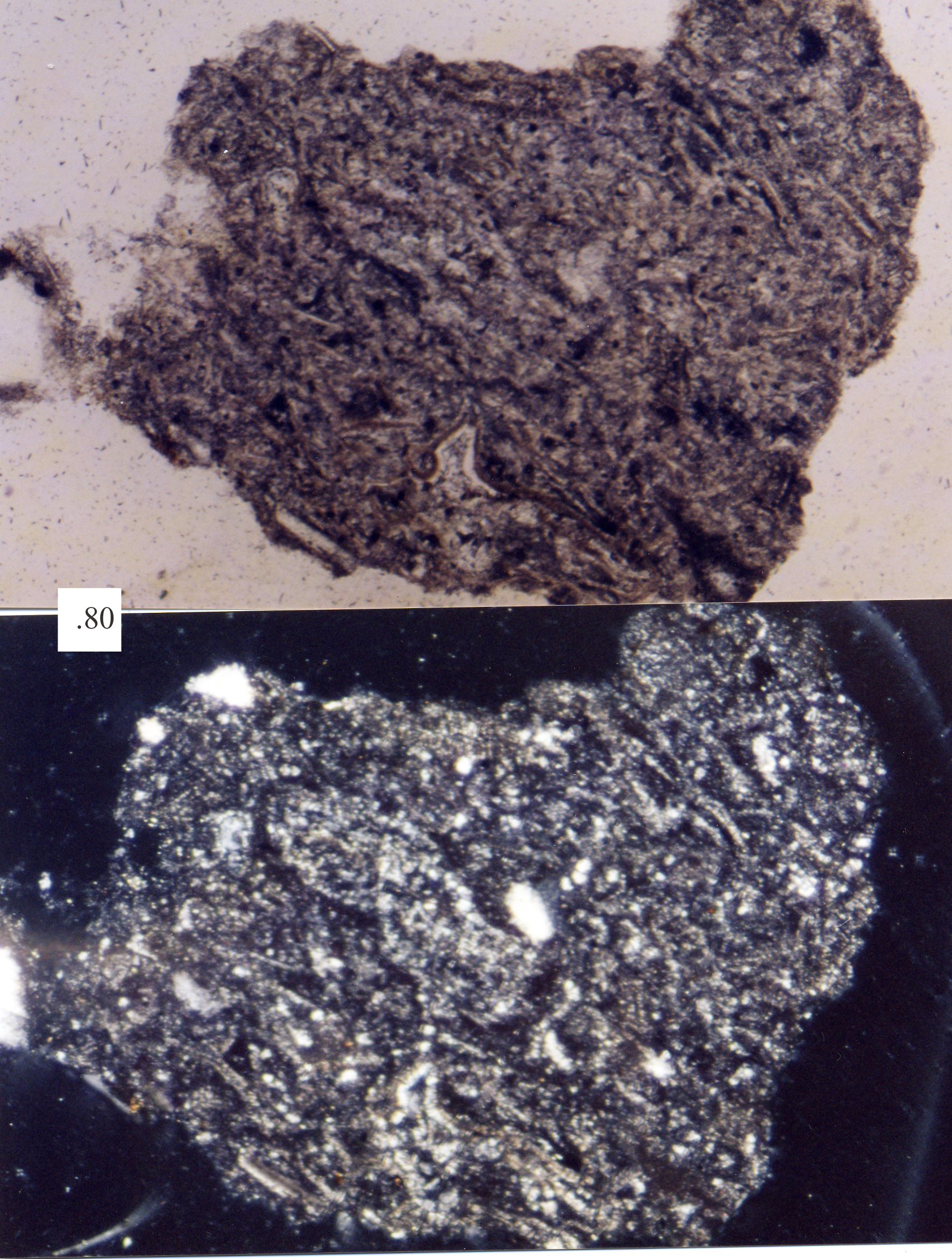
长英质火山岩屑, 使用岩相学显微镜拍摄. 上图为平面偏振光照射，下图为正交偏振光照射.

长英质岩石，至少要包含>75%的长英质矿物。如石英，正长石、斜长石。岩石中的长英质矿物超过90%，被称作浅色岩(leucocratic). 
霏细岩(Felsite)是岩石学领域的术语，指非常细粒度的或隐晶质的浅色火山岩，在用显微镜或化学详尽分析后可能重新分类。
在某些情况下，长英质火山岩可能包含斑晶或镁铁质矿物, 常常有角闪石, 辉石或长石矿物, 可能根据其斑晶矿物命名，如“角闪霏细岩”(hornblende-bearing felsite)。
长英质岩石的化学名根据TAS分类规则。但是这仅适用于火山岩。对于长英质变质岩又没有确定的火山原岩，可以称之为"长英质片岩"(felsic schist). 有这样的例子，把高度剪切的花岗岩错误地当作流纹岩。
全晶质长英质岩石应该使用QAPF图，根据花岗岩命名法取名。

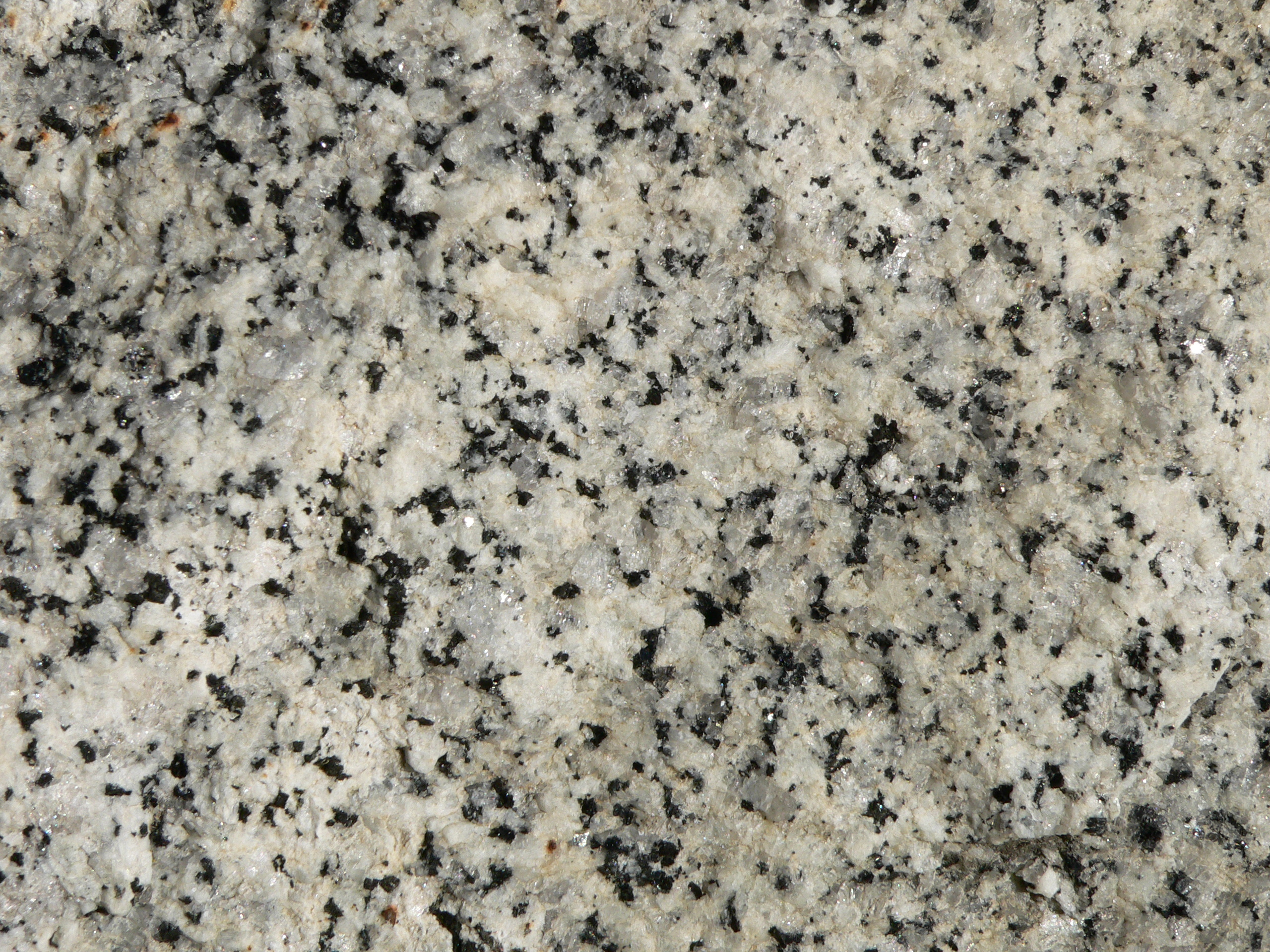
近距离观察花岗岩，岩石来自约塞米蒂国家公园.

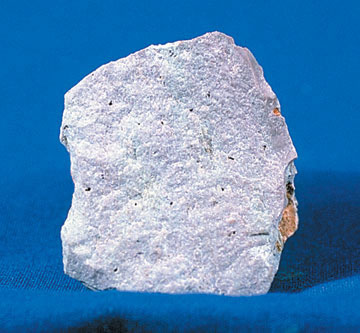
流纹岩的一个样本

岩石纹理确定了长英质岩石的基本名字。
| 岩石纹理     | 长英质岩石命名       |
| ------------ | -------------------- |
| 伟晶         | 花岗伟晶岩           |
| 粗粒（粗晶） | 花岗岩               |
| 粗粒（斑晶） | 斑晶花岗岩           |
| 细粒（隐晶） | 流纹岩               |
| 细粒（斑晶） | 斑晶流纹岩           |
| 火成碎屑状   | 流纹凝灰岩或角砾岩   |
| 气泡状       | 浮石                 |
| 杏仁状       |                      |
| 玻璃质       | 黑曜石或陶瓷状形变岩 |